# 祝圣寺 (霍州)
霍州祝圣寺，位于山西省临汾市霍州市城内前进街，是一处中华人民共和国全国重点文物保护单位。

## 保护
2004年6月10日，祝圣寺公布为第四批山西省文物保护单位，古建筑类，编号4-151。2019年10月7日，霍州祝圣寺公布为第八批全国重点文物保护单位，编号8-0224-3-027，古建筑类。